# Aleksander Walmann
Aleksander Walmann Åsgården (né le 12 janvier 1986 à Porsgrunn), connu sous le nom Aleksander Walmann, est un chanteur norvégien. Il représente la Norvège lors du concours Eurovision de la chanson 2017 avec Grab the Moment, une chanson de JOWST.